# مستقر (آلبوم)
«مستقر» (به انگلیسی: Settle) اولین آلبوم استودیویی از دیسکلوژر است که در ۳۱ مه ۲۰۱۳ منتشر شد. ترانه قفل که با سم اسمیت اجرا شده بود موفق‌ترین کار این آلبوم است.